# 珠洲市
珠洲市（すずし）は、石川県北東部、能登半島（能登地方）の先端に位置する市。

## 地理
- 島：見附島（軍艦島）
- 山：宝立山、猫ヶ岳、鞍坪岳

### 隣接している自治体
- 石川県
  - 輪島市
  - 鳳珠郡能登町

## 気候
気候は日本海側に共通する特性をもち、年間の降水量、特に梅雨期や台風期の降雨や冬季の降雪が多い。年平均気温は13.0℃である。

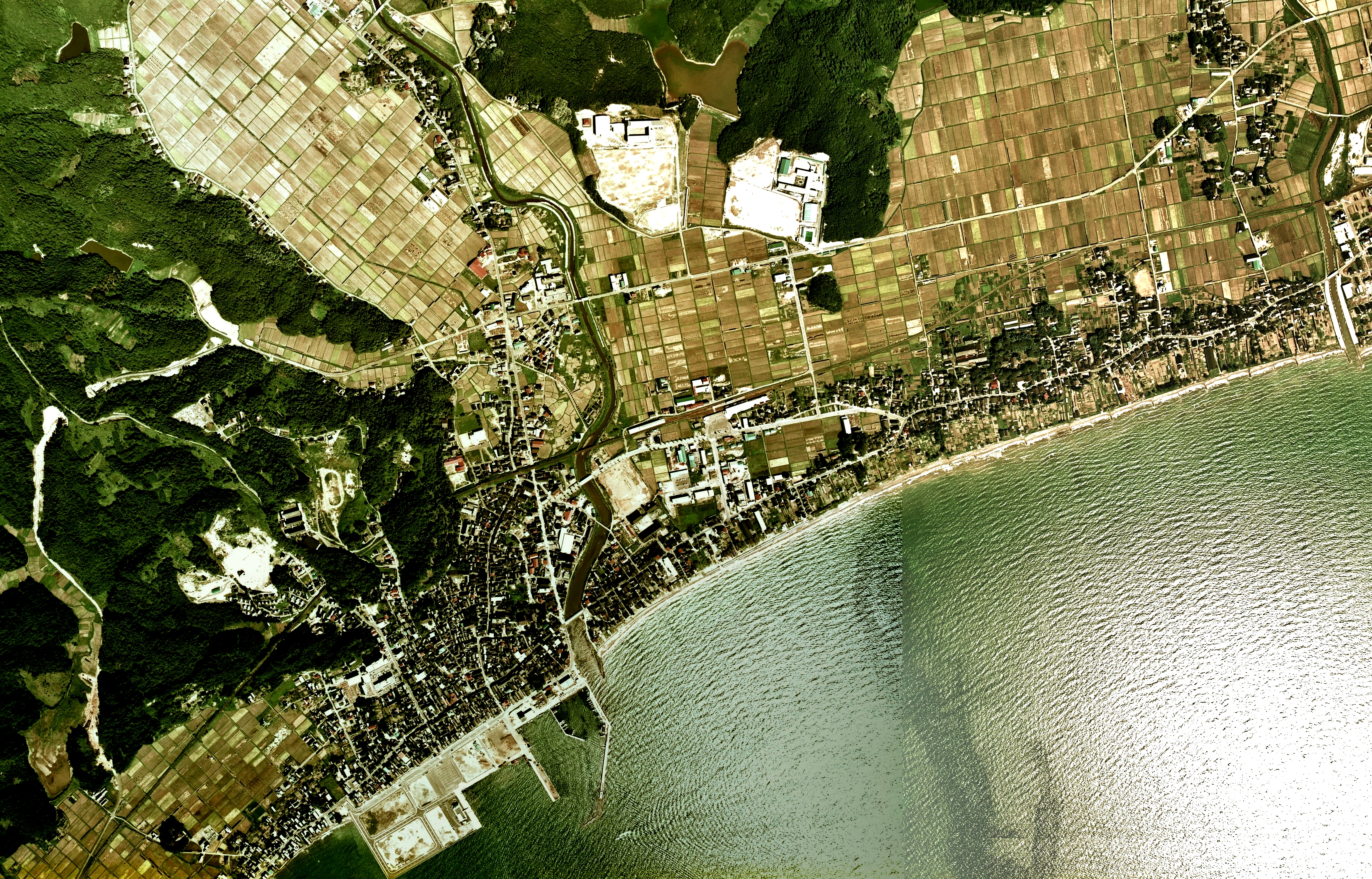
珠洲市中心部周辺の空中写真。1975年撮影の2枚を合成作成。。

| 珠洲（1991 - 2020）の気候 | 珠洲（1991 - 2020）の気候 | 珠洲（1991 - 2020）の気候 | 珠洲（1991 - 2020）の気候 | 珠洲（1991 - 2020）の気候 | 珠洲（1991 - 2020）の気候 | 珠洲（1991 - 2020）の気候 | 珠洲（1991 - 2020）の気候 | 珠洲（1991 - 2020）の気候 | 珠洲（1991 - 2020）の気候 | 珠洲（1991 - 2020）の気候 | 珠洲（1991 - 2020）の気候 | 珠洲（1991 - 2020）の気候 | 珠洲（1991 - 2020）の気候 |
| 月                        | 1月                       | 2月                       | 3月                       | 4月                       | 5月                       | 6月                       | 7月                       | 8月                       | 9月                       | 10月                      | 11月                      | 12月                      | 年                        |
| ------------------------- | ------------------------- | ------------------------- | ------------------------- | ------------------------- | ------------------------- | ------------------------- | ------------------------- | ------------------------- | ------------------------- | ------------------------- | ------------------------- | ------------------------- | ------------------------- |
| 最高気温記録 °C （°F）    | 17.0 (62.6)               | 19.4 (66.9)               | 23.3 (73.9)               | 29.3 (84.7)               | 31.6 (88.9)               | 34.6 (94.3)               | 36.1 (97)                 | 38.2 (100.8)              | 37.1 (98.8)               | 30.4 (86.7)               | 26.9 (80.4)               | 20.0 (68)                 | 38.2 (100.8)              |
| 平均最高気温 °C （°F）    | 6.0 (42.8)                | 6.5 (43.7)                | 10.2 (50.4)               | 15.7 (60.3)               | 21.0 (69.8)               | 24.3 (75.7)               | 28.3 (82.9)               | 30.1 (86.2)               | 26.1 (79)                 | 20.7 (69.3)               | 14.9 (58.8)               | 9.0 (48.2)                | 17.7 (63.9)               |
| 日平均気温 °C （°F）      | 2.8 (37)                  | 2.8 (37)                  | 5.5 (41.9)                | 10.4 (50.7)               | 15.7 (60.3)               | 19.8 (67.6)               | 24.1 (75.4)               | 25.5 (77.9)               | 21.6 (70.9)               | 15.8 (60.4)               | 10.3 (50.5)               | 5.3 (41.5)                | 13.3 (55.9)               |
| 平均最低気温 °C （°F）    | −0.4 (31.3)               | −0.9 (30.4)               | 0.8 (33.4)                | 4.9 (40.8)                | 10.7 (51.3)               | 15.8 (60.4)               | 20.6 (69.1)               | 21.6 (70.9)               | 17.6 (63.7)               | 11.2 (52.2)               | 5.7 (42.3)                | 1.6 (34.9)                | 9.1 (48.4)                |
| 最低気温記録 °C （°F）    | −10.4 (13.3)              | −9.1 (15.6)               | −5.3 (22.5)               | −3.0 (26.6)               | 1.6 (34.9)                | 7.5 (45.5)                | 11.7 (53.1)               | 13.7 (56.7)               | 8.6 (47.5)                | 1.0 (33.8)                | −1.1 (30)                 | −7.5 (18.5)               | −10.4 (13.3)              |
| 降水量 mm （inch）        | 226.0 (8.898)             | 140.6 (5.535)             | 129.2 (5.087)             | 106.6 (4.197)             | 98.4 (3.874)              | 141.7 (5.579)             | 193.9 (7.634)             | 165.7 (6.524)             | 184.9 (7.28)              | 152.7 (6.012)             | 200.5 (7.894)             | 279.2 (10.992)            | 2,019.3 (79.5)            |
| 降雪量 cm （inch）        | 89 (35)                   | 67 (26.4)                 | 13 (5.1)                  | 0 (0)                     | 0 (0)                     | 0 (0)                     | 0 (0)                     | 0 (0)                     | 0 (0)                     | 0 (0)                     | 0 (0)                     | 35 (13.8)                 | 202 (79.5)                |
| 平均月間日照時間          | 62.0                      | 90.1                      | 149.0                     | 195.6                     | 218.6                     | 172.6                     | 162.4                     | 208.2                     | 150.8                     | 153.3                     | 108.3                     | 69.2                      | 1,740.1                   |
| 出典：気象庁              |                           |                           |                           |                           |                           |                           |                           |                           |                           |                           |                           |                           |                           |

## 歴史・年譜

### 語源

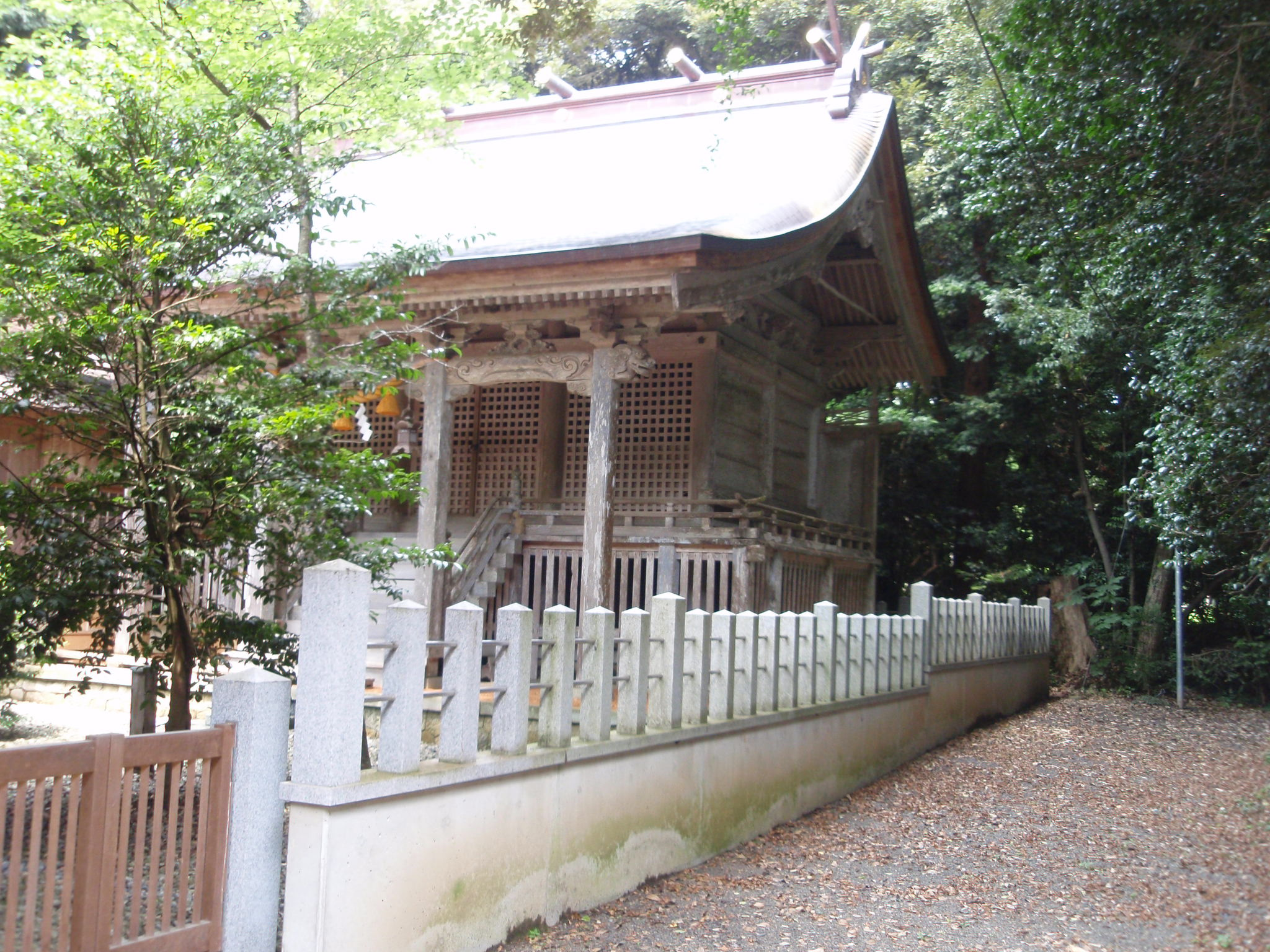
須須神社

「須須神社社伝縁起 第一」に高倉宮・金分宮の2社からなることが出ており、高倉宮主神ニニギノミコトが来臨した折、鈴を以てこの地を鎮める、とある。鈴の万葉仮名が須須・須受で、その佳名が珠洲であり、そこからとったものである。
金分宮の主神が美穂須須見命（ミ・ホ・スス・ミ・ノ・ミコト）で、稲穂の豊かな実りを象徴している。豊かな稲穂を振って音を立てる様子が鈴である。
大伴家持が天平21年（749年）、都の妻に贈るため真珠を願う歌を詠むが、そこには「珠洲の海人の沖つ御神にい渡りて…」とあり、半島先端部の広い範囲が珠洲（真珠のような洲）と意識されていたようである。

### 沿革

#### 古代
- 崇神天皇の時代（紀元前97年 - 紀元前29年）：須須神社創建とされる。
- 珠洲郡の名の初出は713年（和銅6年）の「平城京出土木簡」 表（越前国珠洲郡月次里） 裏（庸舟木部 申 六斗）。
- 718年6月4日（養老2年5月2日）：越前国の羽咋郡、能登郡、鳳至郡、珠洲郡の四郡をもって能登国成立。珠洲郡には若倭、日置、草見、大足、余戸の5つの郷が置かれた。
- 733年（天平5年）「出雲国風土記」「高志の都都（珠洲）の三崎を、国の余ありやと見れば、国の余ありと詔りまいて（中略）引き来縫える前は、三穂の崎なり」国引き神話の中に、神が能登半島の先端（珠洲市）から引いてきて縫い付けたのが島根県の先端（旧美保関町）であると書かれている。
- 742年1月20日（天平13年12月10日）：越中国に編入。
- 748年（天平20年）：大伴家持が能登巡行。珠洲も巡行。「珠洲のうみに朝びらきして漕ぎくれば長浜のうらに月照りにけり」という和歌が万葉集に掲載。
- 757年（天平宝字元年）：能登国が復活。
- 859年（貞観元年）：渤海國入覲使・孝愼ら104人が珠洲郡に来着。

遺跡
- 三崎地域を中心に製塩遺跡が分布。同地域の森脇遺跡は、製塩土器片のおびただしい堆積層
- 永禅寺山古墳群
- 鈴内横穴古墳群
- 岩坂横穴古墳群

参考
- 「和名類聚抄」の珠洲郡・若倭郷が現在の珠洲市飯田・蛸島・若山・正院付近と比定。
- 「和名類聚抄」の珠洲郡・日置郷が現在の珠洲市三崎・狼煙と比定。
- 「和名類聚抄」の珠洲郡・草見郷が現在の珠洲市飯田と能登町松波の間と比定。
- 「和名類聚抄」の珠洲郡・大足郷が現在の珠洲市大谷付近と比定。
- 「和名類聚抄」の珠洲郡・余戸郷が現在の能登町松波・小木・宇出津付近と比定。

#### 中世

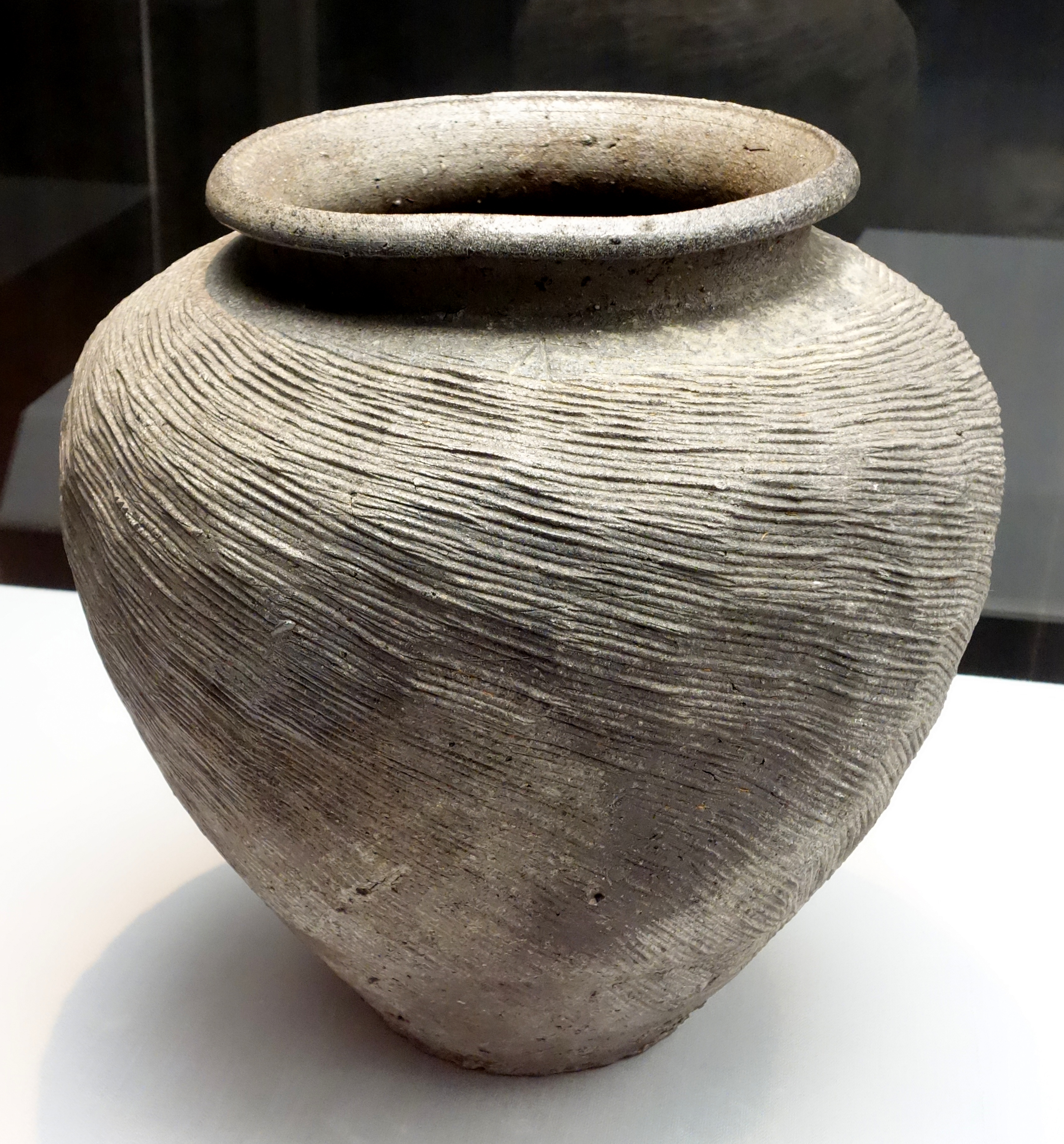
珠洲大壺
（東京国立博物館蔵、新潟県妙高市関山神社貝塚出土）

- 平安時代に入ると荘園開発が進み12世紀半ばには能登最大級の荘園である摂関家九条家領の若山荘が成立し、事実上の支配権は日野家がその領主になる。荘園内にある法住寺や春日神社を庇護し支配権を確立。鎌倉時代に入ると地頭職も定められるが形骸化し、引き続き日野氏の支配が続く。
- 珠洲焼の製造・・・12世紀後半頃から15世紀末頃に石川県珠洲市付近で生産された、中世の日本を代表する陶磁器のひとつ
- 1185年（文治元年）、平時忠能登大谷浦配流。
- 承久年間（1219年〜1221年）：珠洲郡の編成8庄141町5反。
- 室町時代に入ると将軍家と姻戚関係を結ぶことでさらに日野家の権力が広大。
- 室町時代中期になると、能登守護畠山氏の代官請負（守護請）となり、守護代・遊佐氏がその管理を行うようになり支配下に。
- 1506年（永正3年）：能登の他全国各地で一向衆が蜂起する。能登の一揆軍には「鈴の三崎の鬼次郎」の名がある。
- 1546年（天文15年）：畠山氏能登一国徳政令発布。
- 1550年（天文19年）：能登国内乱起きる。
- 1576年（天正4年）：上杉謙信、能登侵攻。
- 1577年（天正5年）：上杉謙信、七尾城攻略。
- 1578年（天正6年）：長連龍、能登侵攻。
- 1581年（天正9年）：前田利家、能登一国を与えられる。
- 1582年（天正10年）：能登各地で検地施行。領内の大社寺保護。
- 1585年（天正13年）：能登各地に開墾奨励：
- 天正以後（1573年〜1592年）：1郡6郷1庄とし、その村数112ケ村中垣内127処。6郷は西海郷・木郎郷・直郷・飯田郷・正院郷・三崎郷、1庄は若山庄。
- 1596年（慶長元年）：仁江、谷内浜で製塩が行なわれていた記録。

#### 江戸
- 藩政時代における郡の行政は金沢算用所内に、郡奉行所及改作奉行所があってこれを掌り10村を合わせて十村組とし組に十村役1人を村に肝煎役、山廻り役等の村役人が配される。
- 十村役に恒方三代若山家・延武家・真頼三代家・黒丸家・宗玄家等。
- 1627年（寛永4年）：能登奥郡（珠洲郡・鳳至郡）の年貢・塩の算用を担う奥両郡算用場が飯田に置かれる。
- 1665〜1671年（寛文5〜11年）:能登奥郡（珠洲郡・鳳至郡）の塩生産高の年間平均が約19万6000俵。
- 1729年（享保14年）：能登・佐渡地震により被災。
- 1833年（天保4年）：庄内沖地震により発生した津波により被害。
- 1858年（安政5年）:松波百姓一揆。
- 北前船航路、珠洲岬付近は難所のひとつ、多くの船が海難に遭う。
- 珪藻土を切り出した七輪の製造開始。

#### 明治・大正

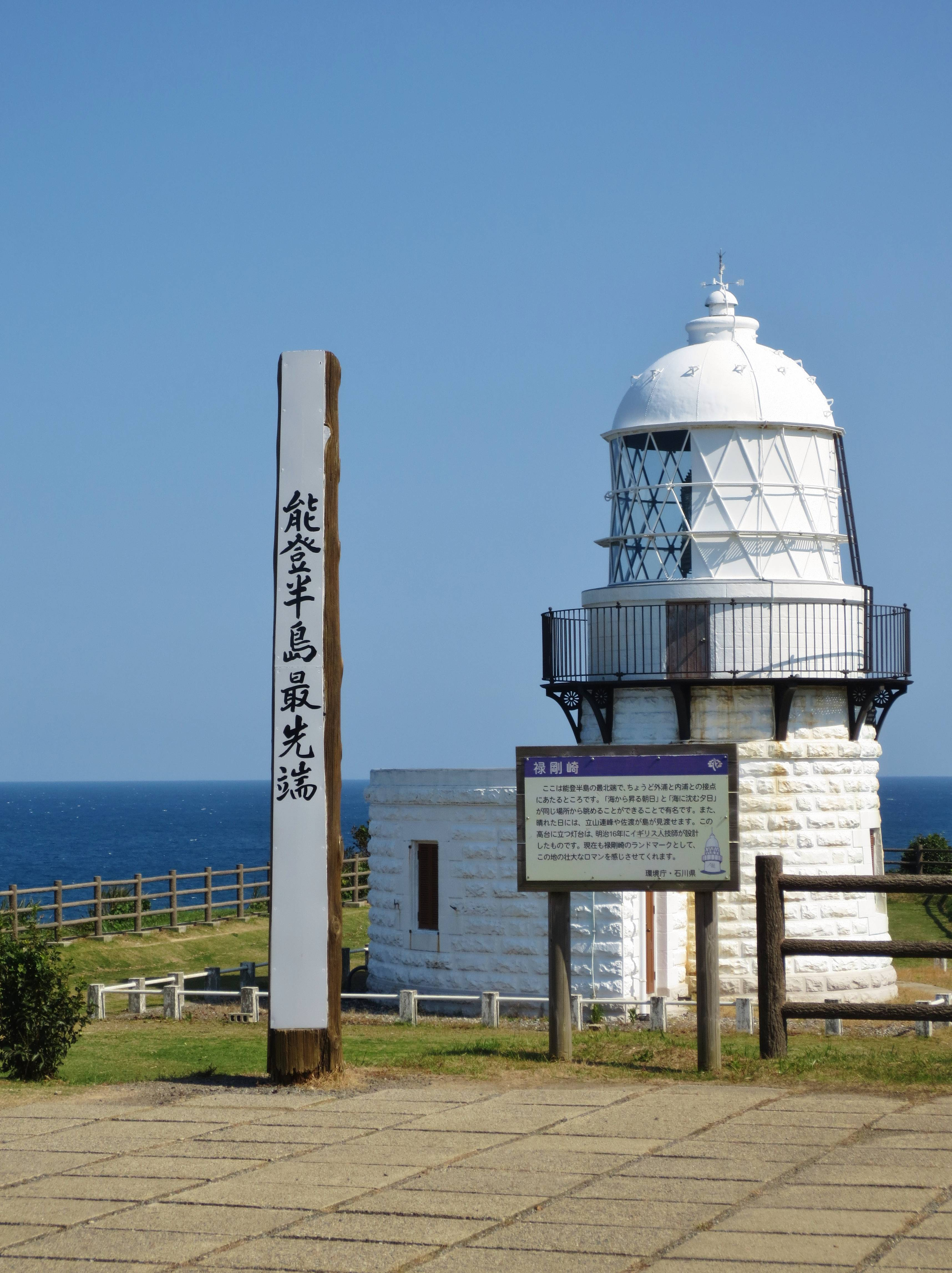
禄剛埼灯台（禄剛崎）

- 1871年（明治4年）：廃藩置県と同時に従前の十村役を郷長に改め翌年大区小区制の実施と共に1郡を3大区となし、大谷、飯田、松波に区会所を設けられ、藻寄行蔵、池田実、坂本推孝がそれぞれ区長に任ぜられた。当時珠洲郡の村数112か村、村高総計35,398石、その戸数8,243戸を算した。
- 1878年（明治11年）：郡区町村編制法が布かれ、鳳至、珠洲2郡に1郡役所を輪島に設けられたが、のち珠洲郡役所を飯田村に分設し郡に郡長を任じ数村毎に1戸長を置き当初は民選により次いで官選に改めた。
- 1883年（明治16年）：禄剛埼灯台設置。
- 1899年（明治22年）：市制及び町村制の施行とともに、珠洲郡80か村を1町19か村に統合し、旧村の名称を以て大字の名称とし町村に町村長を大字に区長を民選することになった。
- 1907年（明治40年）頃：1町10か村に再編。

#### 昭和
- 1940年（昭和15年）頃：珠洲郡小木村、宝立村、木郎村及び正院村を廃し、それぞれの区域をもって珠洲郡小木町、宝立町、松波町及び正院町を設置する。
- 1954年（昭和29年）7月15日[2]：珠洲郡宝立町、飯田町、正院町、上戸村、若山村、直村、蛸島村、三崎村及び西海村を廃し、その区域をもって珠洲市を設置する。石川県下5番目の市。[3]。設置時には、面積246.94km2、人口38,157人、世帯数7,264戸であった。この合併の際には当時の珠洲郡5町6か村のうち、小木町と松波町は合併に参加しなかった。市役所を旧飯田町内の旧珠洲郡自治会館（珠洲市上戸町北方1字6番地2）に設置し、飯田町を除く旧8町村役場を支所、旧西海村日置出張所を日置出張所とした[4]。
- 1955年（昭和30年）1月16日：上戸及び直支所を廃止。宝立、正院、若山、三崎、西海、蛸島支所を廃止し、同所に宝立、正院、若山、三崎、大谷、蛸島出張所を設置。
- 1956年（昭和31年）
  - 1月31日：宝立、正院、若山、三崎、蛸島出張所を廃止。
  - 4月1日：珠洲市消防本部及び珠洲市消防署を設置。
- 1964年（昭和39年）9月：国鉄能登線 松波 - 蛸島間開通 全線開通。
- 1965年（昭和40年）：蛸島事件。
- 1968年（昭和43年）：能登半島国定公園の指定。
- 1969年（昭和44年）：能登の揚浜製塩用具が、国の重要有形民俗文化財に指定。
  - 7月15日：市制15周年を記念し「珠洲市民の歌」を制定。
- 1971年（昭和46年）：木ノ浦海岸が海中公園に指定。
- 1975年（昭和50年）
  - 4月：カーフェリー「かもめ」飯田港〜佐渡（小木港）就航（1978年4月、運行中止）。
  - 10月30日 ：珠洲市議会全員協議会において「原子力発電所、原子力船基地等の調査に関する要望書」を議決。
- 1982年（昭和57年）7月：飯田港 - 姫川港（新潟県糸魚川市）にカーフェリー「たまひめ」・飯田港 - 富山港に高速艇「スワロー」就航。
- 1983年（昭和58年）5月26日：日本海中部地震により発生した津波により被害。
- 1984年（昭和59年）
  - 2月29日：珠洲市内における最大積雪深141cm（昭和38年1月豪雪の95cm・昭和56年豪雪の71cmを超える豪雪に）。
  - 3月5日：電力3社が原発立地調査を珠洲市に申し入れ。
- 1985年（昭和60年）
  - 1月：前年に続く大雪・珠洲市総合福祉センター屋根落下等の被害。
  - 6月 - 7月：波状的な集中豪雨により死者1人、被害総額12億6000万円余りを被る。
- 1986年（昭和61年）6月14日：市議会で原発誘致を議決。
- 1988年（昭和63年）3月：JR西日本能登線が第3セクター移管・のと鉄道開業（蛸島 - 穴水）。

#### 平成
- 1989年（平成元年）

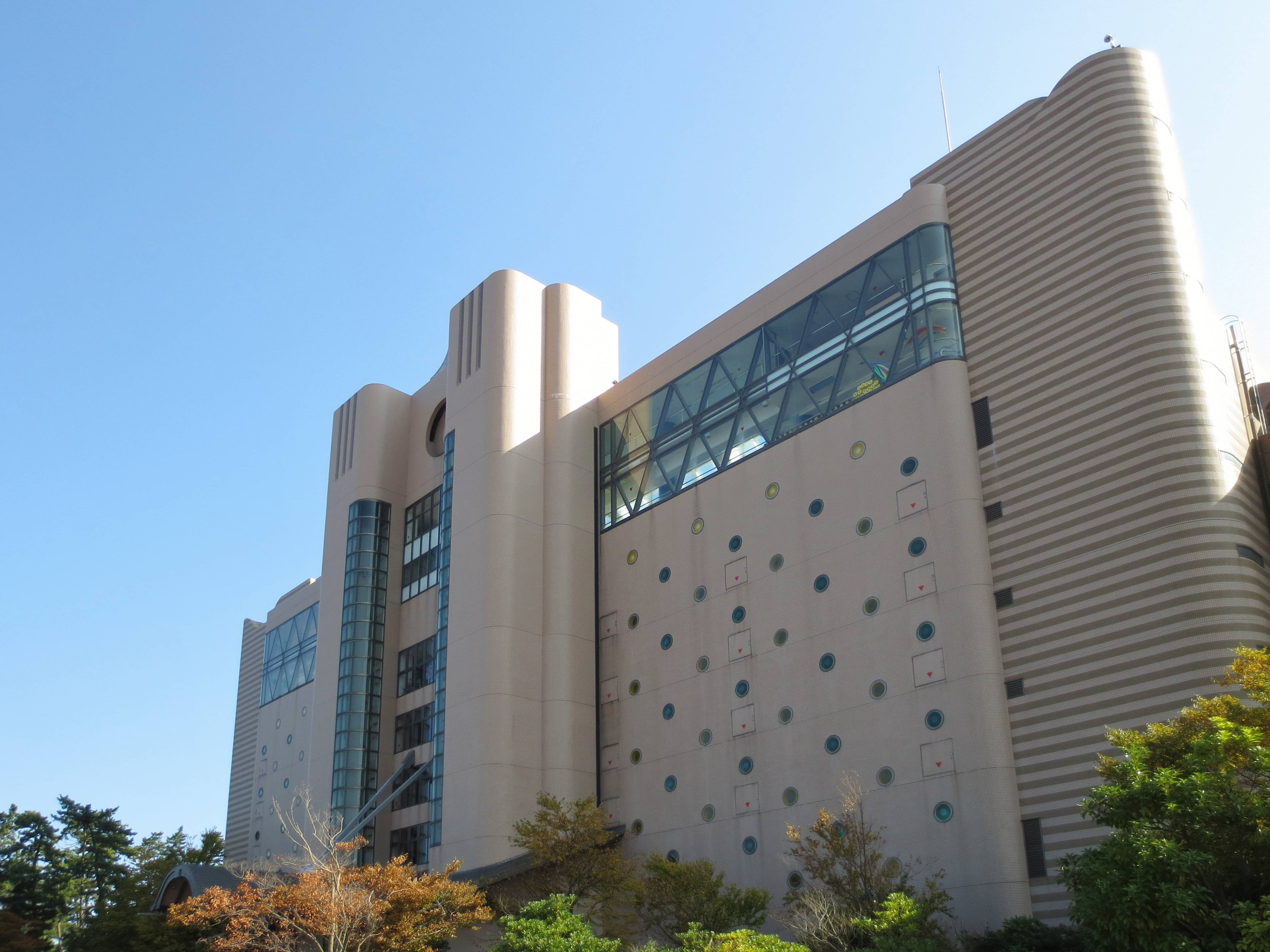
1996年、全国豊かな海づくり大会開催に合わせて開業した珠洲ビーチホテル

  - 5月12日 ：関西電力が高屋地区での立地可能性調査に着手。
  - 5月22日 ：建設反対派住民が市役所内で座り込みを始め、その後40日間続けられる。
  - 6月16日 ：関西電力が立地可能性調査を一時見合わせることを表明。
- 1993年（平成5年）2月7日：能登半島沖地震（震度5、マグネチュード6.6）被害総額は約42億円。珠洲市に被害集中。
- 1996年（平成8年）9月：第16回全国豊かな海づくり大会開催。
- 1997年（平成9年）：ナホトカ号重油流出事故によ珠洲市沿岸も被災。
- 2003年（平成15年）12月5日：市内の高屋町ならびに三崎町寺家で計画があった珠洲原子力発電所の計画凍結を申し入れ。
- 2005年（平成17年）
  - 3月：のと鉄道能登線廃線。
  - 8月：ボーイスカウト環日本海大会開催。
- 2006年（平成18年）8月： 第14回日本ジャンボリー開催。
- 2007年（平成19年）3月25日：平成19年能登半島地震が発生。この地震で市内の正院町で震度5強、大谷町で震度5弱、また同じく三崎町で震度4を観測した。内陸部を中心として被害。真浦の八世乃洞門が崩れた。
- 2008年（平成20年）：能登の揚浜式製塩の技術が、国の重要無形民俗文化財に指定。
- 2009年（平成21年）4月6日：市が応募し総務省が行う「アナログ放送終了リハーサル」に参加することが決定。
- 2009年（平成21年）：奥能登のあえのことがユネスコの無形文化遺産に登録。
- 2010年（平成22年）7月24日：全国に先駆け、地上アナログ放送が完全停波。
- 2011年（平成23年）
  - 国連食糧農業機関（FAO）の世界農業遺産に、「能登の里山里海」が認定。
  - 11月7日：公認ゆるキャラ「みつけたろう」の発表。
- 2014年（平成26年）
  - 4月27日：大谷道路全線開通。
  - 7月13日：ラポルトすずにて市制60周年記念式典を開催。
- 2017年（平成29年）9月3日：奥能登国際芸術祭2017を開催。
- 2018年（平成30年）8月4日：第17回日本スカウトジャンボリー開催。
- 2019年（平成31年）3月22日：旧来の市立図書館を野々江町内に移転新築し、「珠洲市民図書館」として開館。

#### 令和

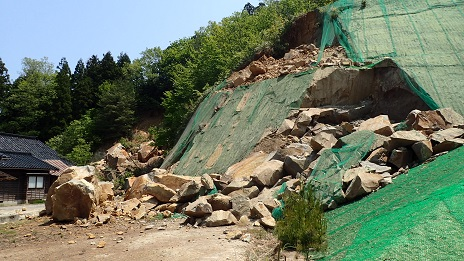
2023年5月5日の地震による土砂崩落。（珠洲市正院町岡田）

- 2021年（令和3年）9月4日：奥能登国際芸術祭2020+を開催。
- 2022年（令和4年）6月19日：M5.4の地震で震度6弱を観測[6]。翌日、余震と見られる地震で震度5強を観測。
- 2023年（令和5年）5月5日：奥能登地震で震度6強を観測。同日21時58分頃に余震と見られる地震で震度5強を観測。見附島の一部の法面が崩落。
- 2024年（令和6年）1月1日：能登半島地震で震度6強を観測。4mを超える津波が押し寄せ、多数の家屋が全壊するなど壊滅的な被害が出た。
- 2024年（令和6年）9月21日：豪雨のため土砂崩れが起こり、人的・物的被害が相次いだ。浄水場が被害を受け断水が発生した[7]。

## 人口
各都道府県が住民票の移動に基づき毎月公表する推計人口上日本の市で歌志内市、夕張市、三笠市、赤平市、室戸市に次いで6番目に人口が少なく、本州では最も少ない。65歳以上が人口比の50%以上を占める限界自治体でもある。
また、2024年以降は能登半島地震の影響で人口の減少が加速しており、ロケーションマインドが行ったNTTドコモの携帯電話の位置情報を用いた調査によれば、2024年11月時点で人口約7,900人程度、2024年内での減少率は37%程度と推定している。
| |                                        |  |
| 珠洲市と全国の年齢別人口分布（2005年） | 珠洲市の年齢・男女別人口分布（2005年） |  |
| ■紫色 ― 珠洲市 ■緑色 ― 日本全国 | ■青色 ― 男性 ■赤色 ― 女性              |  |
| 珠洲市（に相当する地域）の人口の推移 \| 1970年（昭和45年） \| 29,224人 \| \| \| 1975年（昭和50年） \| 28,238人 \| \| \| 1980年（昭和55年） \| 27,351人 \| \| \| 1985年（昭和60年） \| 25,860人 \| \| \| 1990年（平成2年） \| 23,471人 \| \| \| 1995年（平成7年） \| 21,580人 \| \| \| 2000年（平成12年） \| 19,852人 \| \| \| 2005年（平成17年） \| 18,050人 \| \| \| 2010年（平成22年） \| 16,300人 \| \| \| 2015年（平成27年） \| 14,625人 \| \| \| 2020年（令和2年） \| 12,929人 \| \| |                                        |  |
| 総務省統計局 国勢調査より |                                        |  |
| 1970年（昭和45年） | 29,224人                               |  |
| 1975年（昭和50年） | 28,238人                               |  |
| 1980年（昭和55年） | 27,351人                               |  |
| 1985年（昭和60年） | 25,860人                               |  |
| 1990年（平成2年） | 23,471人                               |  |
| 1995年（平成7年） | 21,580人                               |  |
| 2000年（平成12年） | 19,852人                               |  |
| 2005年（平成17年） | 18,050人                               |  |
| 2010年（平成22年） | 16,300人                               |  |
| 2015年（平成27年） | 14,625人                               |  |
| 2020年（令和2年） | 12,929人                               |  |

## 行政

### 市長
- 市長：泉谷満寿裕

| 代 | 人 | 氏名       | 就任                      | 退任                      | 居住地 | 備考                             |
| -- | -- | ---------- | ------------------------- | ------------------------- | ------ | -------------------------------- |
|    |    | 若木伸二郎 | 1954年（昭和29年）7月15日 | 1954年（昭和29年）8月9日  | 飯田町 | 市長職務執行者、旧飯田町長       |
|    |    | 外蔵賀親   | 1954年（昭和29年）8月9日  | 1954年（昭和29年）8月28日 | 若山町 | 市長職務執行者代理者、旧若山村長 |
| 1  | 1  | 岡村理一郎 | 1954年（昭和29年）8月29日 | 1958年（昭和33年）8月28日 | 正院町 | 旧正院町長                       |
| 2  | 1  | 岡村理一郎 | 1958年（昭和33年）8月29日 | 1962年（昭和37年）8月28日 | 正院町 |                                  |
| 3  | 1  | 岡村理一郎 | 1962年（昭和37年）8月29日 | 1966年（昭和41年）8月28日 | 正院町 |                                  |
| 4  | 2  | 鍵主圭吾   | 1966年（昭和41年）8月29日 | 1970年（昭和45年）8月28日 | 三崎町 | 元市議会議長                     |
| 5  | 2  | 鍵主圭吾   | 1970年（昭和45年）8月29日 | 1974年（昭和49年）8月28日 | 三崎町 |                                  |
| 6  | 3  | 黒瀬七郎   | 1974年（昭和49年）8月29日 | 1978年（昭和53年）8月28日 | 宝立町 | 前石川県議                       |
| 7  | 3  | 黒瀬七郎   | 1978年（昭和53年）8月29日 | 1981年（昭和56年）3月25日 | 宝立町 | 自身の負債問題で辞職             |
| 8  | 4  | 谷又三郎   | 1981年（昭和56年）4月29日 | 1985年（昭和60年）4月28日 | 三崎町 | 前石川県議会議長                 |
| 9  | 5  | 林幹人     | 1985年（昭和60年）4月29日 | 1989年（平成元年）4月28日 | 飯田町 | 前石川県議                       |
| 10 | 5  | 林幹人     | 1989年（平成元年）4月29日 | 1993年（平成5年）4月28日  | 飯田町 |                                  |
| 11 | 5  | 林幹人     | 1993年（平成5年）4月29日  | 1996年（平成8年）5月31日  | 飯田町 | 最高裁での選挙無効確定により失職 |
|    |    | 田畑良幸   | 1996年（平成8年）5月31日  | 1996年（平成8年）7月13日  |        | 助役、市長職務代理者             |
| 12 | 6  | 貝蔵治     | 1996年（平成8年）7月14日  | 2000年（平成12年）7月13日 | 正院町 | 前市総務課長                     |
| 13 | 6  | 貝蔵治     | 2000年（平成12年）7月14日 | 2004年（平成16年）7月13日 | 正院町 |                                  |
| 14 | 6  | 貝蔵治     | 2004年（平成16年）7月14日 | 2006年（平成18年）5月1日  | 正院町 | 健康上の問題により辞職           |
|    |    | 木之下明   | 2006年（平成18年）5月2日  | 2006年（平成18年）5月17日 | 若山町 | 助役、市長職務代理者             |
|    |    | 巽一郎     | 2006年（平成18年）5月17日 | 2006年（平成18年）6月10日 |        | 総務課長、市長職務代理者         |
| 15 | 7  | 泉谷満寿裕 | 2006年（平成18年）6月11日 | 2010年（平成22年）6月10日 | 飯田町 |                                  |
| 16 | 7  | 泉谷満寿裕 | 2010年（平成22年）6月11日 | 2014年（平成26年）6月10日 | 飯田町 |                                  |
| 17 | 7  | 泉谷満寿裕 | 2014年（平成26年）6月11日 | 2018年（平成30年）6月10日 | 飯田町 |                                  |
| 18 | 7  | 泉谷満寿裕 | 2018年（平成30年）6月11日 | 2022年（令和4年）6月10日  | 飯田町 |                                  |
| 19 | 7  | 泉谷満寿裕 | 2022年（令和4年）6月11日  | 現職                      | 飯田町 |                                  |

## 議会

### 市議会
- 定数：12[10]
- 任期：2023年4月30日 - 2027年4月29日
- 議長：番匠雅典
- 副議長：菊谷正好

| 会派名 | 議員数 | 所属党派           |
| ------ | ------ | ------------------ |
| 同志会 | 9      | 自由民主党・無所属 |
| 真珠会 | 2      | 無所属             |
| 無会派 | 1      | 同上               |
| 計     | 12     | ※2023年5月現在     |

### 石川県議会
2023年石川県議会議員選挙
- 選挙区：珠洲市鳳珠郡選挙区（珠洲市、穴水町、能登町）
- 定数：2人
- 任期：2023年4月30日 - 2027年4月29日
- 当日有権者数：32,192人
- 投票率：68.81％

| 候補者名 | 当落 | 年齢 | 党派名     | 新旧別 | 得票数  |
| -------- | ---- | ---- | ---------- | ------ | ------- |
| 堂前利昭 | 当   | 53   | 自由民主党 | 新     | 7,854票 |
| 平蔵豊志 | 当   | 46   | 自由民主党 | 現     | 7,700票 |
| 酒元美江 | 落   | 46   | 無所属     | 新     | 6,309票 |

### 衆議院
- 選挙区：石川3区 （七尾市、輪島市、珠洲市、羽咋市、かほく市、津幡町、内灘町、志賀町、宝達志水町、中能登町、穴水町、能登町）
- 任期：2024年10月27日 - 2028年10月26日
- 投票日：2024年10月27日
- 当日有権者数：230,800人
- 投票率：62.50％

| 当落 | 候補者名 | 年齢 | 所属党派   | 新旧別 | 得票数   | 重複 |
| ---- | -------- | ---- | ---------- | ------ | -------- | ---- |
| 当   | 近藤和也 | 50   | 立憲民主党 | 前     | 77,247票 | ○    |
| 比当 | 西田昭二 | 55   | 自由民主党 | 前     | 61,308票 | ○    |
|      | 南章治   | 69   | 日本共産党 | 新     | 3,438票  |      |

## 経済

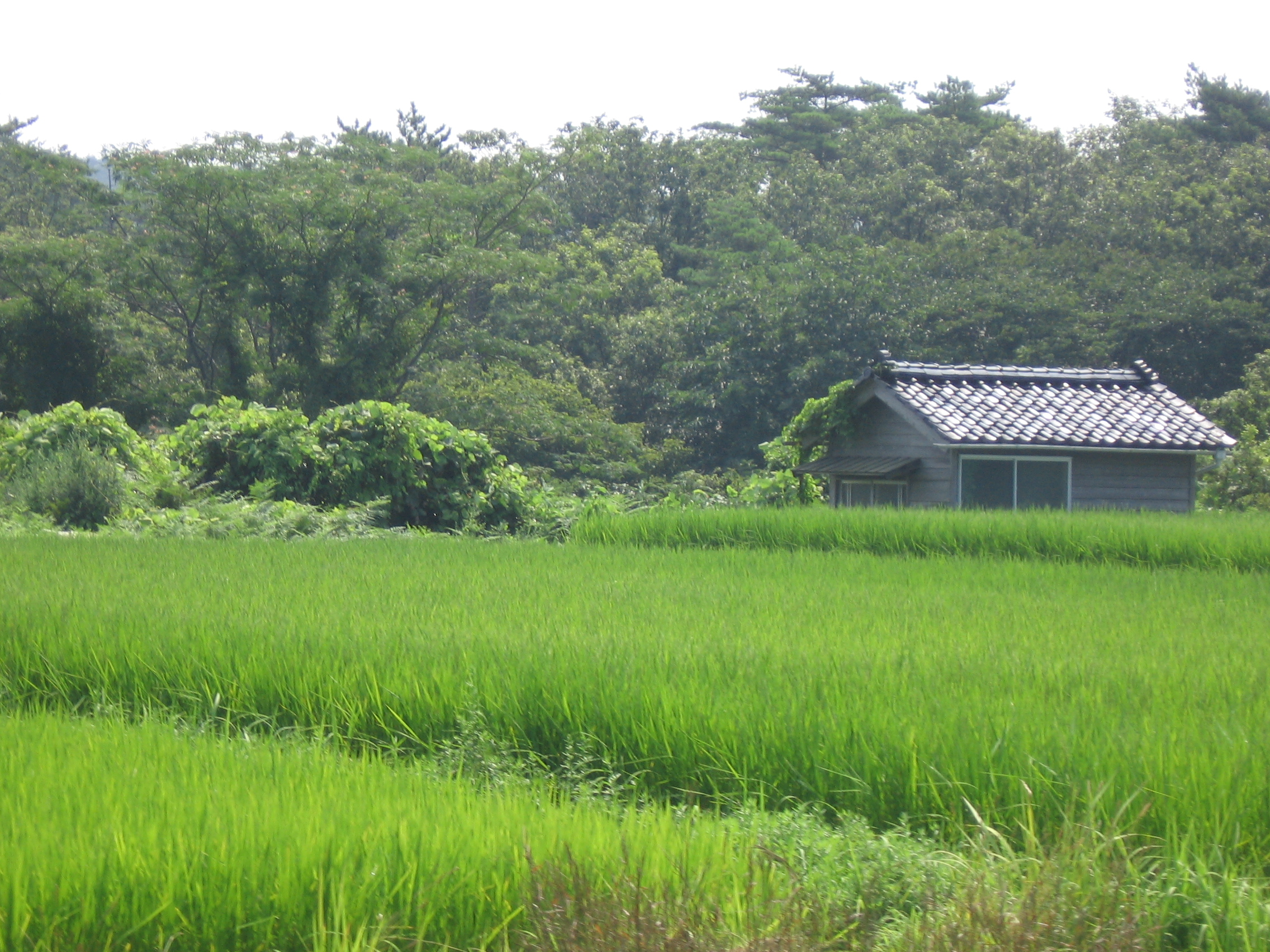
水田の風景

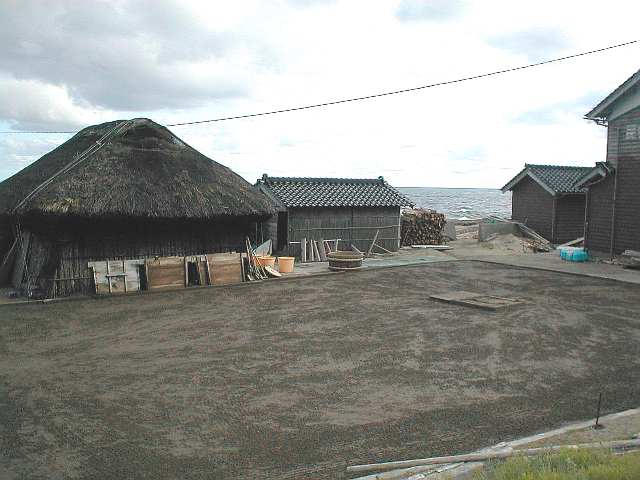
揚げ浜式塩田

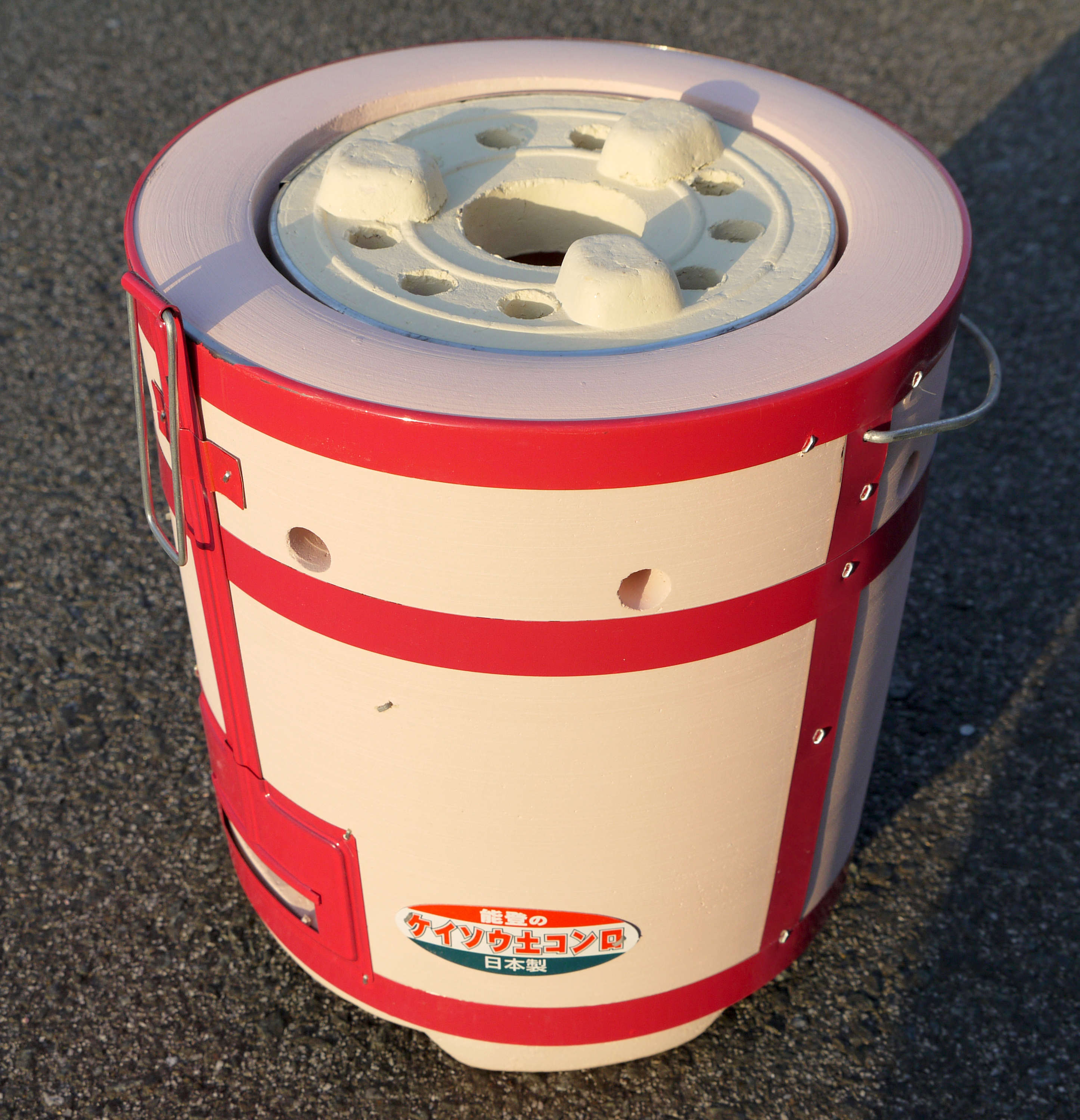
珪藻土を用いた練炭コンロ（太成工業製）

### 産業
- 農業、林業（水稲、松茸栽培、木炭、その他）
- 漁業、水産加工業
- 畜産業（肉牛の地域ブランドの一角である能登牛の飼育）
- 窯業（珪藻土を原材料としたコンロ・七輪製造）、珠洲焼製作
- 製網業（主に建設工事用ネットなど）
- 繊維加工業（編レース加工など）
- 製塩業（流下式製塩法、揚げ浜式製塩法）
- 酒造業（代表銘柄「宗玄」：宗玄酒造）

### 特産品
- 珠洲焼
  - 中世には珠洲焼（すずやき）という陶器が栄えた。須恵器の流れをくむ無釉の焼き締め陶で、黒灰色の独特の色味が特徴である。室町時代に最盛期を迎えるが、やがて衰退し、戦国時代を迎えるころには廃絶してしまった。1970年代になって伝統工芸として復活している。
- 珪藻土七輪・コンロ - ケイソウ土が市内のほぼ全域から産出され、これを利用した七輪の生産が江戸時代から行われている。
- 梅加工品
- 天然塩
- いも菓子
- 能登牛
- 能登丼
- ところてん
- 竹筆
- 木炭

### 主な事業所
- 能登農業協同組合（JAのと）珠洲支店
- アステナホールディングス（旧社名「イワキ」・2021年6月1日に本社機能の一部を移転）[11][12][13][14]

### エネルギー

#### 太陽光発電
- 北陸電力珠洲太陽光発電所

#### 風力発電
- 日本風力開発珠洲第1・第2風力発電所

2024年（令和6年）1月1日時点で珠洲市には30基の風力発電施設があった。しかし、同日に発生した能登半島地震で珠洲市を含む能登地方で稼働する73基の風力発電施設全てが運転停止となった。

#### 原子力発電所誘致問題
珠洲市では、1975年に市議会全員協議会から国へ『原子力発電所、原子力船基地等の調査に関する要望書』が提出され、1976年に関西電力・北陸電力・中部電力の電力会社3社が珠洲原子力発電所の構想を提起したことから、原発建設について推進派と反対派の激しい対立が起こった。
自由民主党との関係が深い歴代市長や市議会議員の多数は「電源開発協議会」設置や市議会での誘致決議を行い、石川県知事（当時）の中西陽一と協調して原発誘致を図ったが、反対派は総評系労働組合や日本社会党の地方支部、それに市外の反原発運動団体などの支援を受けて「珠洲原発反対連絡協議会」を結成して対抗した。1993年は市長選で推進派の現職が小差で当選したが、反対派は投票の無効を訴えて提訴し、1996年には最高裁判所判決で選挙無効が確定するなどの混乱が続いた。
要望書提出から28年後の2003年12月5日、各電力会社の社長（北陸：新木富士雄、中部：川口文夫、関西：藤洋作）3人は珠洲市役所を訪れ、「電力需要の低迷」「国際競争の激化」に加え「反対運動による立地確保の困難さ」を理由に、珠洲市長（当時）の貝蔵治に対して原発計画の凍結を申し入れた。2005年には市による電源開発協議会、次いで反対連絡協議会が解散し、珠洲市における原発誘致問題は沈静化した。

## 市のシンボル
- 市の木 - 赤松[22]
- 市の花 - つばき[22]
- 市の鳥 - うぐいす[22]
- 珠洲市民の歌 - 作詞：梅木勝吉、補作：高橋掬太郎、作曲：飯田三郎

## 姉妹都市・提携都市

### 国内
- 佐渡市（新潟県）

1975年（昭和50年）3月 姉妹都市提携
- 松江市（島根県）

1988年（昭和63年）3月 姉妹都市提携
- 江差町（北海道檜山郡）

1998年（平成10年）3月 友好都市提携

### 国外
- ペロタス（ ブラジル リオグランデ・ド・スル州）

1963年（昭和38年）9月 姉妹都市提携

## 地域

### 町
- 正院町
- 蛸島町
- 岩坂町
- 熊谷町
- 野々江町
- 飯田町
- 上戸町
- 宝立町
  - 鵜島
  - 宗玄
  - 南黒丸
- 若山町
- 高屋町
- 笹波町
- 石神町
- 馬緤町
- 大谷町
- 長橋町
- 片岩町
- 清水町
- 仁江町
- 真浦町
- 狼煙町
- 狼煙新町
- 川浦町
- 折戸町
- 東山中町
- 唐笠町
- 三崎町

### 警察

珠洲警察署

- 珠洲警察署（石川県警察）

### 消防
- 奥能登広域圏事務組合消防本部
  - 珠洲消防署
    - 大谷分遣所

### 教育

珠洲市立緑丘中学校

珠洲市発足時の市立学校は、小学校の本校24校、分校2校、中学校の本校10校、分校3校であった。その後、小中学校の統廃合が進み、現在は、小学校7校、中学校2校、義務教育学校2校を開設している。
- 高等学校 - 石川県立（1校）
  - 飯田高等学校
- 中学校 - 珠洲市立（2校）
  - 緑丘中学校 - 野々江町、1968年4月1日創立
  - 三崎中学校 - 三崎町宇治ヨ部、1947年4月1日創立
- 義務教育学校 - 珠洲市立（2校）
  - 大谷小中学校 - 大谷町1字、2016年4月1日大谷中学校跡地に統合・創立
  - 宝立小中学校 - 宝立町鵜飼丑部、2012年4月1日宝立中学校跡地に統合・創立
- 小学校 - 珠洲市立（7校）
  - 上戸小学校 - 上戸町寺社5字、1876年9月10日創立
  - 飯田小学校 - 飯田町19部、1873年4月3日創立
  - 直小学校 - 野々江町ニ部、1875年4月創立
  - 若山小学校 - 若山町古蔵11の部、1981年4月1日旧若山中学校跡地に統合・創立
  - 正院小学校 - 正院町川尻1部、1876年創立
  - 蛸島小学校 - 蛸島町ワ部、1874年6月創立
  - みさき小学校 - 三崎町粟津ロ部、2004年4月1日粟津小学校跡地に統合・創立
- 特別支援学校（1校）
  - 石川県立七尾特別支援学校珠洲分校

#### 閉校・統合した教育機関
- 珠洲実業高等学校
- 大谷中学校（現・大谷小中学校、2016年4月統合） - 大谷町1字、1947年4月1日創立
- 宝立中学校（現・宝立小中学校、2012年4月統合） - 宝立町鵜飼丑部、1947年4月1日創立
- 日置中学校 （2005年3月廃校、緑丘中学校へ統合）- 折戸町ヌ、1947年4月1日創立
- 上黒丸中学校 （2003年3月廃校、緑丘中学校へ統合）- 若山町上黒丸、1947年4月1日上黒丸小学校に併設、1951年8月26日若山中学校第二教場、1954年7月15日若山中学校上黒丸分校、1968年4月1日独立
- 馬渡中学校（1996年3月廃校、宝立中学校へ統合） - 宝立町馬渡48字、1947年4月1日宝立中学校馬渡分校として馬渡小学校に併設、1961年4月1日独立
- 春日中学校（現・緑丘中学校、1968年4月統合） - 飯田町イ字、1956年4月1日創立
- 正院中学校（現・緑丘中学校、1968年4月統合） - 正院町川尻1字
- 蛸島中学校（現・緑丘中学校、1968年4月統合） - 蛸島町荒井、1947年5月創立
- 若山中学校（現・緑丘中学校、1968年4月統合） - 若山町古蔵卯ノ部、1951年8月1日創立
- 宝立中学校小屋分校（1960年8月31日廃校） - 宝立町柏原、1947年4月1日創立
- 大谷中学校清水分校（1958年9月廃校） - 清水町、1948年5月15日創立
- 上戸中学校（1956年4月春日中学校として統合） - 上戸町寺社、1947年4月1日創立
- 飯田中学校（1956年4月春日中学校として統合） - 飯田町、1947年4月1日創立
- 直中学校（1956年4月春日中学校として統合） - 野々江町二ノ部、1947年4月1日創立
- 西部小学校（現・大谷小中学校、2016年4月統合） - 大谷町2字、1971年4月1日創立
- 宝立小学校（現・宝立小中学校、2012年4月統合）- 宝立町鵜島4字、1961年4月1日創立
- 上黒丸小学校（2006年3月廃校、若山小学校へ統合） - 若山町上黒丸、1878年5月5日創立
- 日置小学校（2005年3月廃校、直小学校へ統合） - 1981年4月1日創立
- 栗津小学校（現・みさき小学校、2004年4月統合） - 三崎町粟津ロ部
- 本小学校（現・みさき小学校、2004年4月統合） - 三崎町本17部
- 小泊小学校（現・みさき小学校、2004年4月統合） ー 三崎町小泊ル部
- 馬渡小学校（1995年3月廃校、宝立小学校へ統合） - 宝立町馬渡48字、明治9年10月柏原小学校馬渡分校として創立、1877年6月独立
- 宝立小学校泥ノ木分校（1995年3月廃校） - 宝立町大町泥木
- 小屋小学校（1982年3月廃校、宝立小学校へ統合） - 宝立町柏原、1892年4月柏原尋常小学校小屋分教場として創立、1947年4月1日独立
- 飯塚小学校（1982年3月廃校、正院小学校へ統合） - 正院町飯塚ハ
- 東若山小学校（現・若山小学校、1981年4月統合） - 若山町経念8ノ部、1894年9月1日創立
- 大坊小学校（現・若山小学校、1981年4月統合） - 若山町大坊20部、1875年2月創立
- 狼煙小学校（1981年4月日置小学校として統合） - 狼煙町イ部
- 折戸小学校（1981年4月日置小学校として統合） - 折戸町ヌ
- 東山中小学校（1981年4月日置小学校として統合） - 東山中町
- 清水小学校（1972年3月廃校、西部小学校へ統合） - 清水町
- 高屋小学校（1971年4月西部小学校として統合） - 高屋町21字
- 馬緤小学校（1971年4月西部小学校として統合） - 馬緤町、1877年11月30日創立
- 大谷小学校（1971年4月西部小学校として統合）- 大谷町
- 清水小学校真浦分校（1970年3月廃校） - 真浦町ソ部
- 鵜飼小学校（1961年4月宝立小学校として統合） - 宝立町鵜飼、1875年4月13日創立
- 鵜島小学校（1961年4月宝立小学校として統合） - 宝立町南黒丸4字、1876年9月創立
- 柏原小学校（1961年4月宝立小学校として統合） - 宝立町柏原、1876年8月創立
- 清水小学校藤尾冬季分校
- 上黒丸小学校北山冬季分校
- 上黒丸小学校南山冬季分校

### 文化交流

珠洲市立中央図書館（旧図書館）

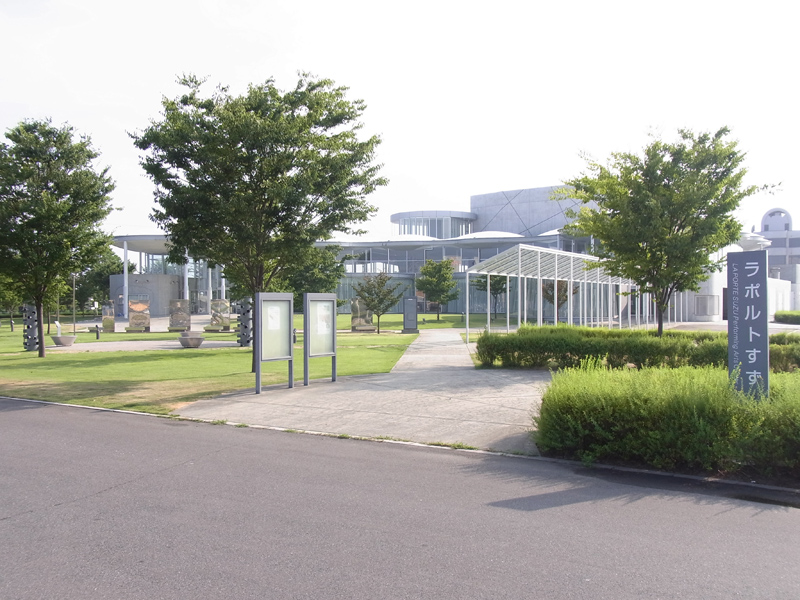
ラポルトすず

- 珠洲市民図書館
- 珠洲市生涯学習センター
- ラポルトすず - 多目的ホール

### マスメディア
- 新聞
  - 北陸中日新聞（中日新聞社）珠洲通信部
  - 北國新聞珠洲支局
- ケーブルテレビ
  - 能越ケーブルネット（珠洲エリア）

### 国の行政機関
- 厚生労働省
  - 石川労働局
    - 輪島公共職業安定所
      - 珠洲市地域職業相談室（上戸町北方）

### 司法機関
- 裁判所
  - 金沢家庭裁判所
    - 珠洲出張所（上戸町北方）

  - 珠洲簡易裁判所（上戸町北方）

## 交通

### 鉄道
市内に鉄道路線はない。最寄駅は鳳珠郡穴水町の穴水駅。
1964年から2005年3月31日まで能登線（1988年に第三セクターののと鉄道に転換）が走っており、以下の駅が市内にあったが、同年4月1日に廃止された。
- 鵜島駅 - 南黒丸駅 - 鵜飼駅 - 上戸駅 - 飯田駅 - 珠洲駅 - 正院駅 - 蛸島駅

### バス
- 北鉄奥能登バス（北陸鉄道グループ）
  - のと鉄道転換バスとして珠洲市と能登町・穴水町との間を運行する。経路は数種類ある[23]。金沢への特急バスは2024年9月7日に運行休止された[24]。
- すずバス（一般社団法人すずバス） - 市内の北鉄奥能登バスが撤退した地域・通っていない地域で運行する。運賃無料で誰でも利用可能である。なお土曜、日曜日ならびに年末年始は運休。運行ルートは以下の通り[25]。
  - 大谷飯田ルート：町野 - 曽々木口 - 大谷 - 宇都山 - 飯田港 - 飯田わくわく広場前
  - 狼煙大谷ルート：曽々木口 - 大谷 - 能登折戸 - 狼煙
  - 狼煙飯田 山ルート：狼煙 - 能登折戸 - 川尻口 - 能登飯田 - 飯田わくわく広場前
  - 狼煙飯田 海ルート：(木ノ浦) → 狼煙 - 鉢ヶ崎 - 正院 - 能登飯田 - 飯田わくわく広場前
  - 三崎飯田ルート：大屋 - 本 - 川尻口 - 飯田栄町 - 飯田港 - 飯田わくわく広場前
  - 若山飯田ルート：上山 - 宇都山 - 飯田栄町北 - すずなり館前 - 飯田港 - 飯田わくわく広場前
  - 宝立ルート：鵜飼駅前 - 郷 - 大町
- 石川県立飯田高等学校スクールバス（一般社団法人すずバス担当）- 土曜、日曜日のみの運行かつ混乗可能、運賃無料で誰でも利用可能である。上下合わせて計4便。
  - 狼煙飯田 海ルート：狼煙 - 鉢ヶ崎 - 正院 - 飯田高校下 - 能登飯田 - 飯田わくわく広場前

なお、2002年までは西日本JRバスの奥能登線が市内を通っており、市中心部に自動車駅の能登飯田駅があった。能登飯田駅は現在は北鉄奥能登バスの一バス停となっているが、JTB時刻表では能登飯田バス停が珠洲市の中心駅となっている。

### 道路
- 一般国道
  - 国道249号
    - 大谷道路
    - 松波鵜島バイパス
- 県道
  - 主要地方道
    - 石川県道12号蛸島港線
    - 石川県道26号珠洲穴水線（珠洲道路の一部を構成）
    - 石川県道28号大谷狼煙飯田線（奥能登絶景海道の一部を構成）
    - 石川県道40号珠洲里線
    - 石川県道52号折戸飯田線

  - 一般県道
    - 石川県道138号飯田港線
    - 石川県道272号上黒丸大谷線
    - 石川県道279号大屋杉山線
    - 石川県道280号若山上戸線
    - 石川県道285号高屋出田線
    - 石川県道287号粟津正院線
- 農道（代表的なもの）
  - （旧）珠洲東部地区農免道路（現在、珠洲市道56号線。延長の大半が珠洲道路に含まれる）

宝立町柏原 - 是久 - 馬渡 - 能登町駒渡ポケットパーク前（通年通行可能、降雪時は適時に除雪）
  - 珠洲広域農道

若山町延武 - 岩坂町 - （現在、工事進行中） - 三崎町杉山 - 三崎町粟津
- 道の駅
  - すず塩田村
  - すずなり
  - 狼煙

### 船舶

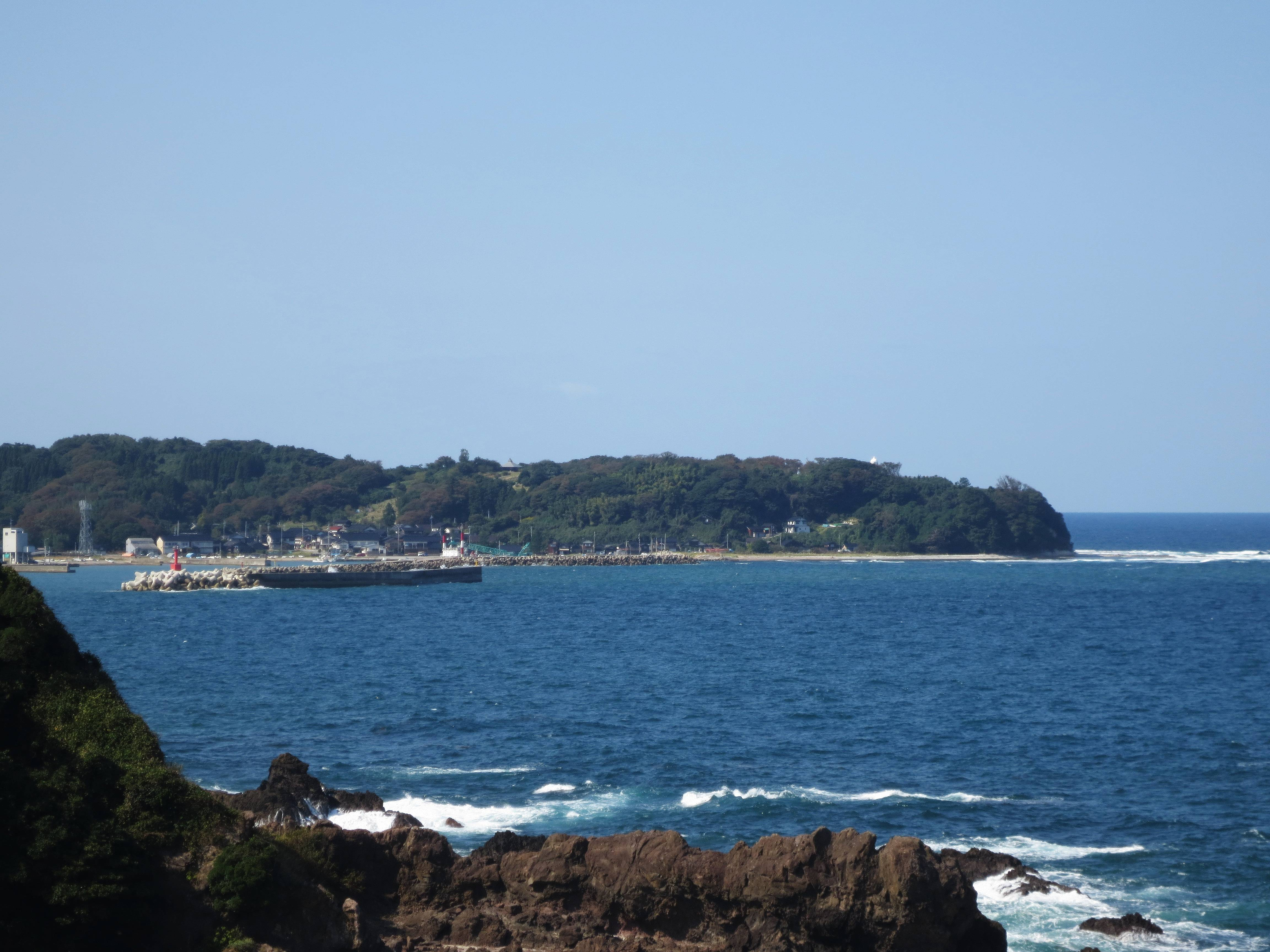
狼煙漁港（狼煙地区）

- 地方港湾
  - 飯田港
- 漁港
  - 真浦漁港（第1種）
  - 長橋漁港（第1種）
  - 寺家漁港（第1種）
  - 小泊漁港（第1種）
  - 鵜飼漁港（第2種）
  - 蛸島漁港（第3種）
  - 狼煙漁港（第4種）

## 放送

### アナログテレビジョン放送終了リハーサル
2009年、珠洲市は、総務省が2011年7月24日を最終期日とするテレビジョン放送の完全デジタル化に際し、その影響を前もって把握するために実施するアナログ放送終了リハーサルの実施地域に応募し、4月に選定された。
これに伴い、隣の能登町にある市をカバーする中継局と市内にあるすべての中継局で、全国の期日よりも1年前倒ししてアナログテレビジョン放送が完全に終了することとなった。2010年7月24日、大きな混乱もなくアナログ放送は完全停波した。

## 名所・旧跡・観光スポット・祭事・催事

### 名所・旧跡・観光スポット
- 黒丸家住宅 – 国の重要文化財
- 平時忠卿及び其の一族の墳
- 見附島（軍艦島）
- 珠洲岬
- 禄剛崎 – 禄剛埼灯台

鉢ヶ崎海岸

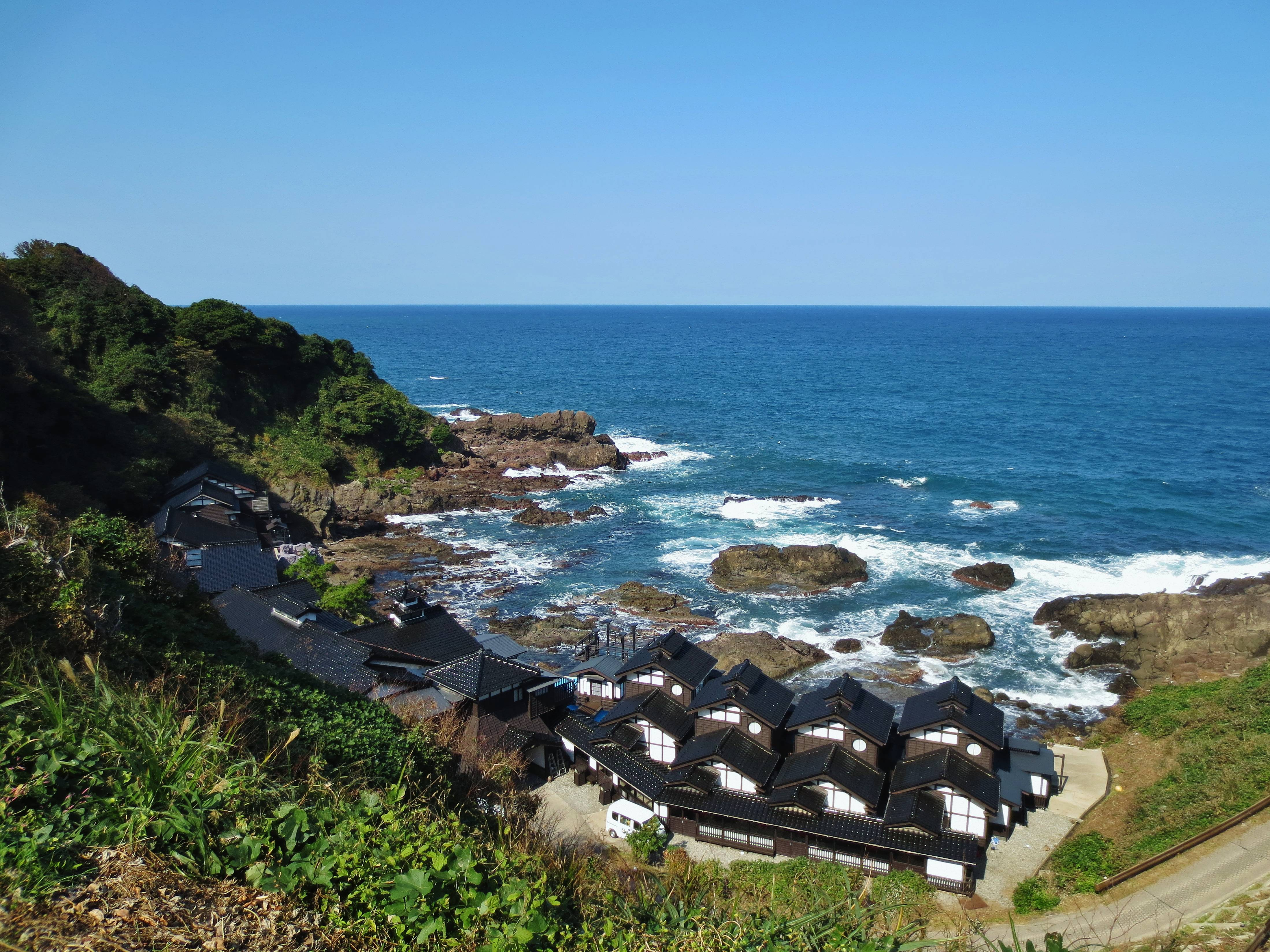
ランプの宿（葭ヶ浦温泉）

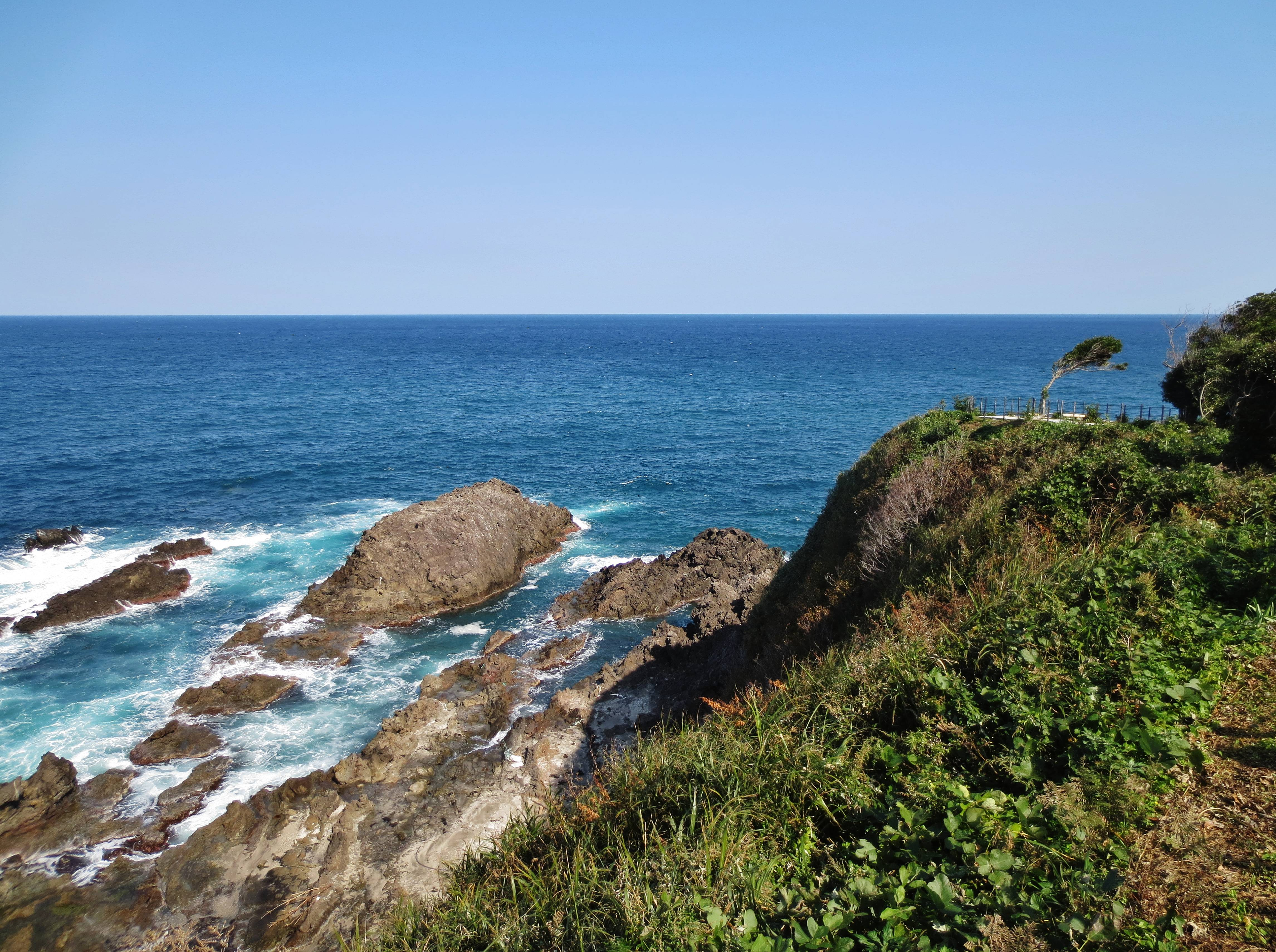
金剛崎（聖域の岬）

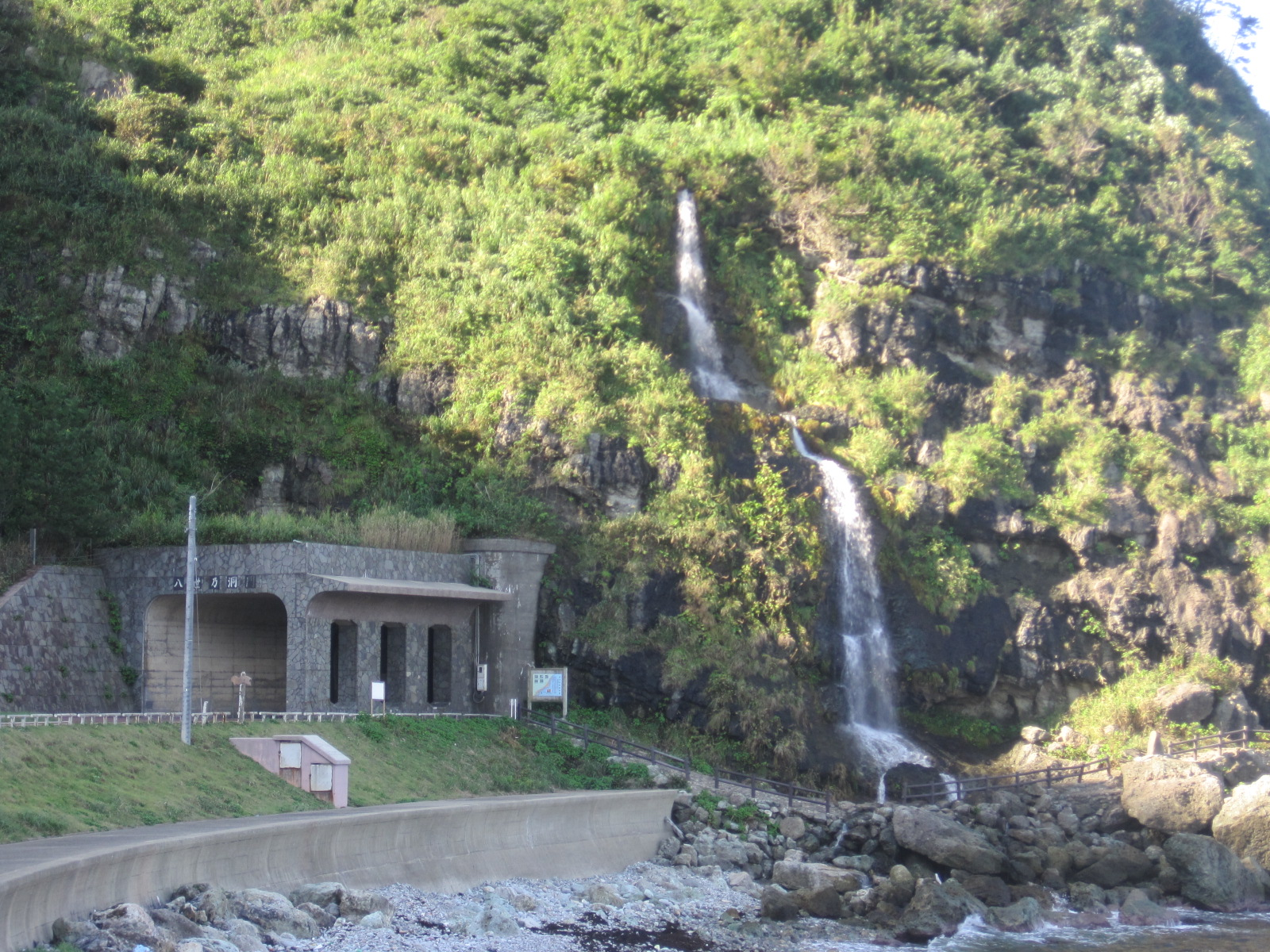
垂水の滝

- 岬自然歩道 – 美しい日本の歩きたくなるみち500選
- 仁江海岸 – 日本の夕陽百選
  - 能登半島仁江海岸の塩田 – 人と自然が織りなす日本の風景百選
- 鉢ヶ崎海岸 – 日本の渚百選
- 垂水の滝（逆さ滝）
- 珠洲焼資料館
- 珠洲市陶芸センター
- ゴジラ岩
- 木ノ浦ビレッジ
- 現代集落

### 寺社

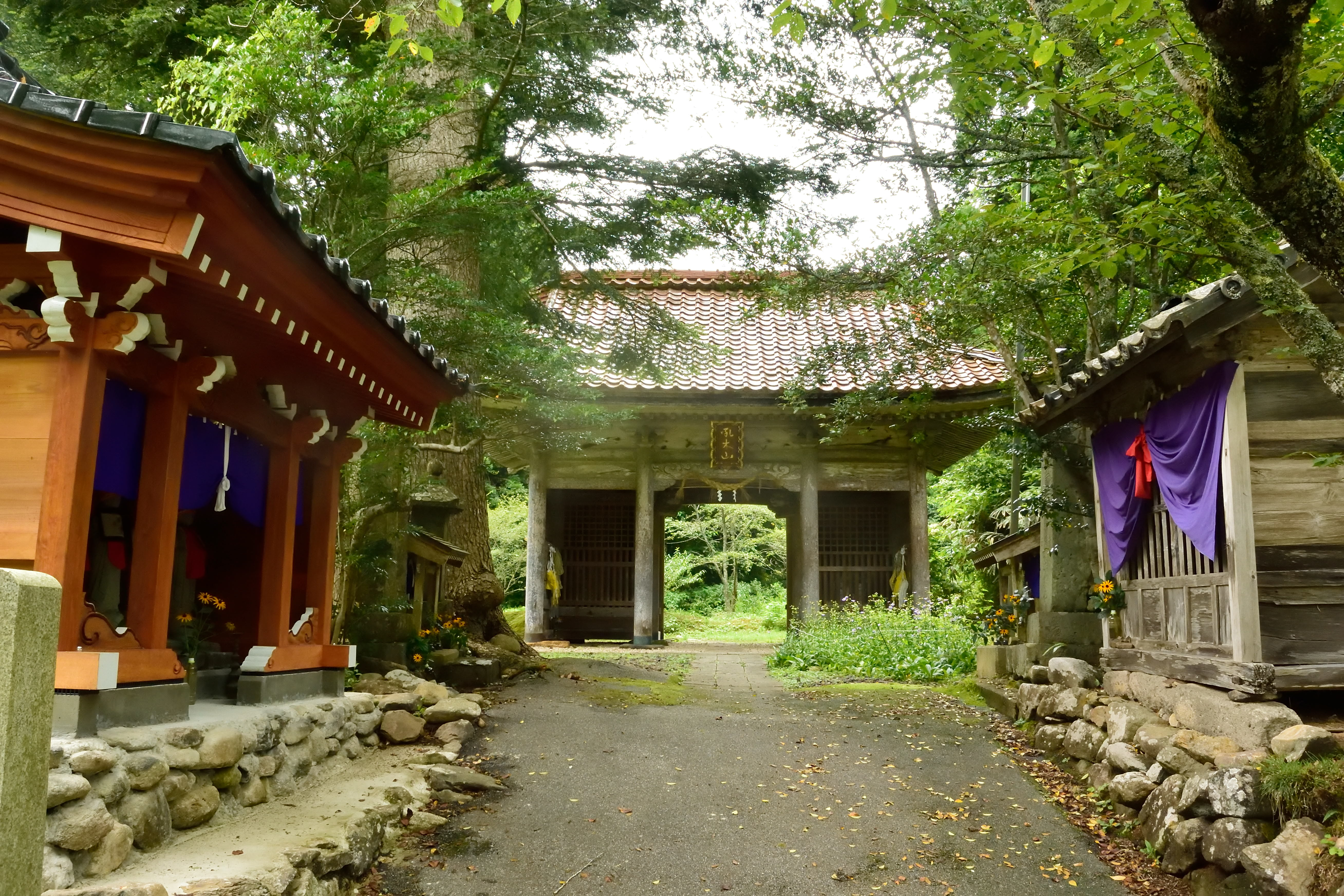
法住寺

- 須須神社（三崎大権現、須須権現、高座大菩薩）
- 翠雲寺（高座山高勝寺）[29]
- 吼木山法住寺
- 白山神社本殿 – 法住寺の鎮守社。国の重要文化財
- 羽黒神社（羽黒宮、伊氐波宮羽黒大権現）
- 安豐山金峯寺（金峰寺）
- 遍照山大運寺
- 法城山永禅寺
  - 永禅寺山古墳群[30]
- 高照寺
- 清水寺
- 積寶山萬福寺[31]

### 温泉
- 珠洲温泉 - 単純温泉[32]
- 谷崎温泉 - 含鉄泉[33]
- 葭ヶ浦温泉（よしが浦温泉） - 塩化物泉[34]
- 禄剛崎温泉 - 含鉄泉 [35]

### 祭事・催事

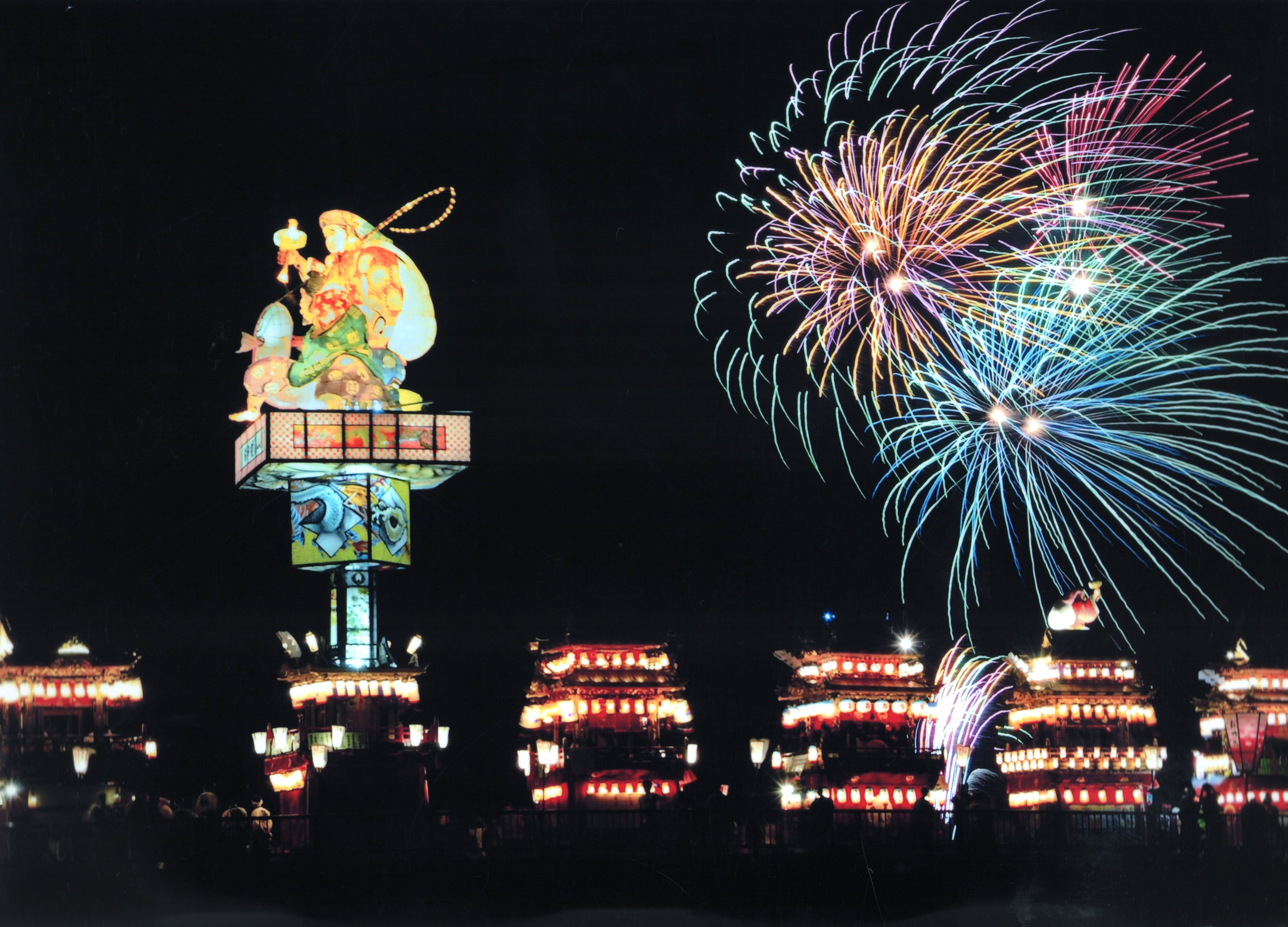
飯田町燈籠山祭り

- 飯田町燈籠山祭り

7月20 - 21日 飯田町 春日神社の祭礼。
高さ16mにおよぶ燈籠山をはじめ、総漆塗りの8基の山車を深夜まで曳きまわし、キャーラゲが響き渡る。
- 宝立七夕キリコ祭り

8月7日、宝立町鵜飼。
高さ14mにおよぶキリコを宝立鵜飼地区の若連中が担ぐ。三崎町寺家のキリコは16mと日本最大と称されるが、現在「担ぐキリコ」としては同祭りで使われるキリコは日本最大と言える。祭り終盤には、花火をバックにキリコが海へ入り松明を廻る「海中乱舞」が行われる。
- 春日野の秋祭り

9月6 - 7日 宝立町春日野
初日、キリコが各地区を練り歩く。2日目は神輿渡御が行われ、入り宮の後に獅子舞が奉納される。
- 正院の秋祭り

9月14 - 15日 正院町正院
14日は3間〜3間半のキリコ8基が繰り出して町内を練り歩き、15日はドテラを着た若者がシャンガとよばれる毛槍を振り、神輿や太鼓山車とともに行進する「奴振り道中」が行われる。
- 鵜島の曳山祭り

9月15 - 16日。宝立町鵜島地区。
五台の七尾型曳山が引き出される。昭和30年代までは塩田の砂浜で、でか山を曳かれていたが、砂浜の侵食とともに小型化され、現在では、国道で曳かれるようになった。
- 上戸の曳山祭り

9月14日。上戸町
人形を飾った高さ約8mの曳山3台が町内を華やかに練り廻る。曳山の上では、真っ赤な着物姿の子供たちが木遣り歌「キャラゲ」を披露している。
- 寺家の秋祭り

毎年9月の第2土曜日。三崎町寺家
日本最大のキリコが登場し、最大のものは、高さ16.5ｍ、重さ4t、屋根の大きさが約12畳になる。大きさに加え、総漆塗りで金箔と彫物で装飾された豪華で美しいキリコ。夜通し町内を巡行する。
- 奥能登のあえのこと（ユネスコ世界無形遺産）

12月4・5日頃。
- 高倉彦神社の早船狂言

9月11日 蛸島町
神社境内の狂言舞台で新成人により演じられる。200年以上の歴史があると伝えられている。同日には、総勢16基のキリコが町内を巡行する。
- 珠洲焼まつり

10月 珠洲市陶芸センター

## 著名な出身者
- 灰外達夫（木工芸家、人間国宝）[36][37]
- 西のぼる（挿絵、装画）
- 井道千尋（将棋女流棋士）
- 中居殉也（プロ野球選手）
- 谷内野隆（社会人野球選手・監督）
- 能登ノ山竜三（大相撲力士）
- 駿馬赤兎（大相撲力士）
- 宝龍山靖幸（大相撲力士）
- 寺井重三（洋画家。現：一水会委員・日展参与）
- 橋本ときお（児童文学作家）
- 本郷友恵（バレーボール選手、元全日本代表）
- 秦千香子 （音楽家）

## 珠洲市を舞台とした作品
- 映画
  - 『釣りバカ日誌17 あとは能登なれハマとなれ!』（2006年、監督：朝原雄三）
  - 『能登の花ヨメ』（2008年）監督：白羽弥仁
  - 『ひとにぎりの塩』（2011年） 監督：石井かほり
  - 『珠洲のジイちゃん』（2012年）監督・脚本：水上猛之
  - 『さいはてにて-やさしい香りと待ちながら-』（2015年）監督：チアン・シウチュン 主演：永作博美・佐々木希
  - 『一献の系譜』（2015年） 監督：石井かほり
- テレビゲーム
  - 『双界儀』 - スクウェア・エニックスのPS用ゲームソフト。および、これを原作とした小説と漫画。
- 文学
  - 『ひとりぼっちの政一』 作：橋本ときお
- 漫画
  - 『スキップとローファー』（2018年 - ） 作：高松美咲 - 主人公の出身地のモデルで、第1話その他で描かれる[38]（作中での市名は「鈴市」）。2023年アニメ化された。
  - 『君は放課後インソムニア』（2019年 - ）作：オジロマコト - 主人公らが撮影旅行で見附島を訪れる[39]。2023年アニメ化された。
  - 『異世界日本～暗殺一家の三男は異界化した日本で無双する～』 作：中村優児 - 主人公がヒロインと出会う場所と設定されている。